# Kompass

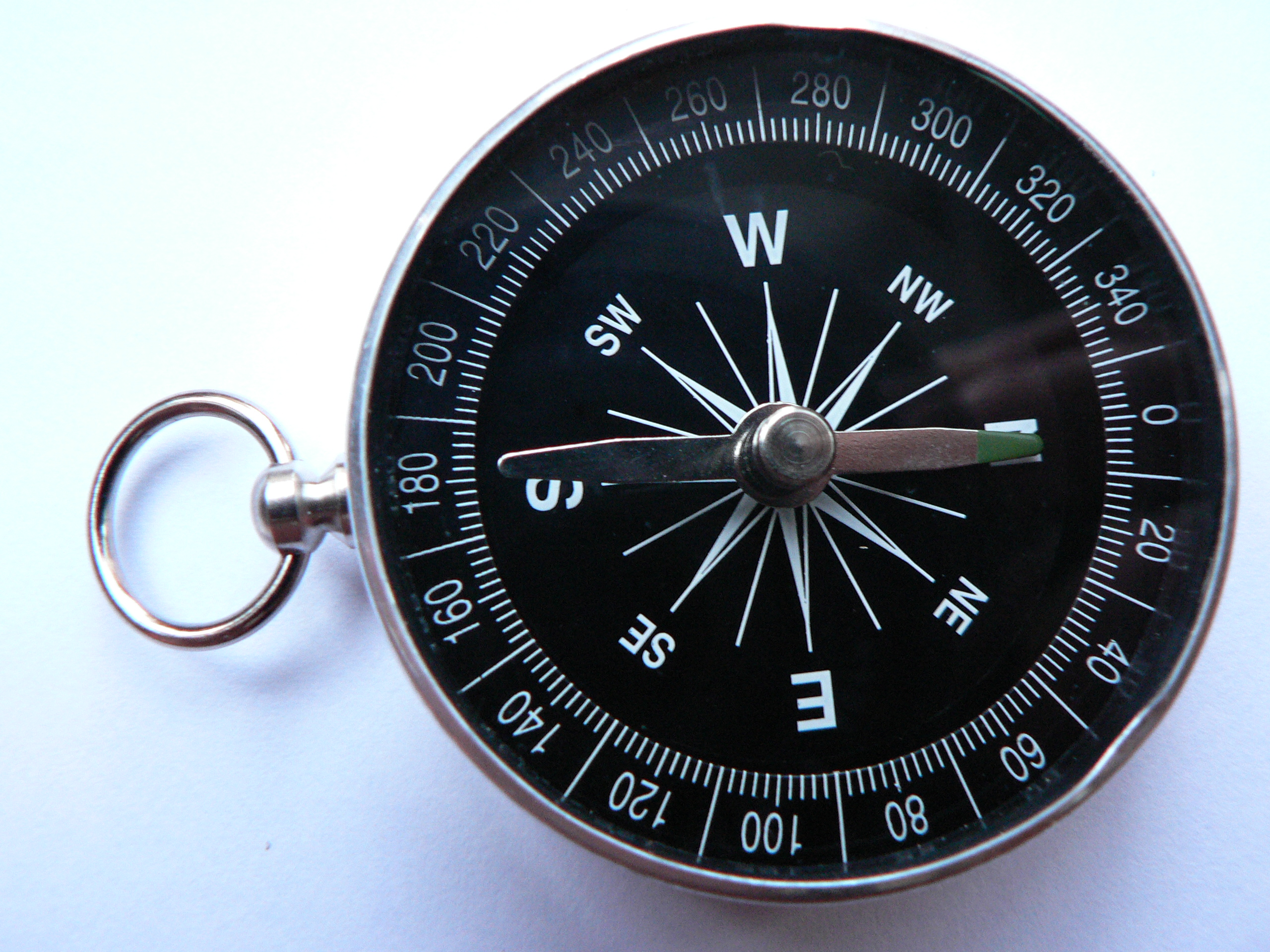
Nålkompass.

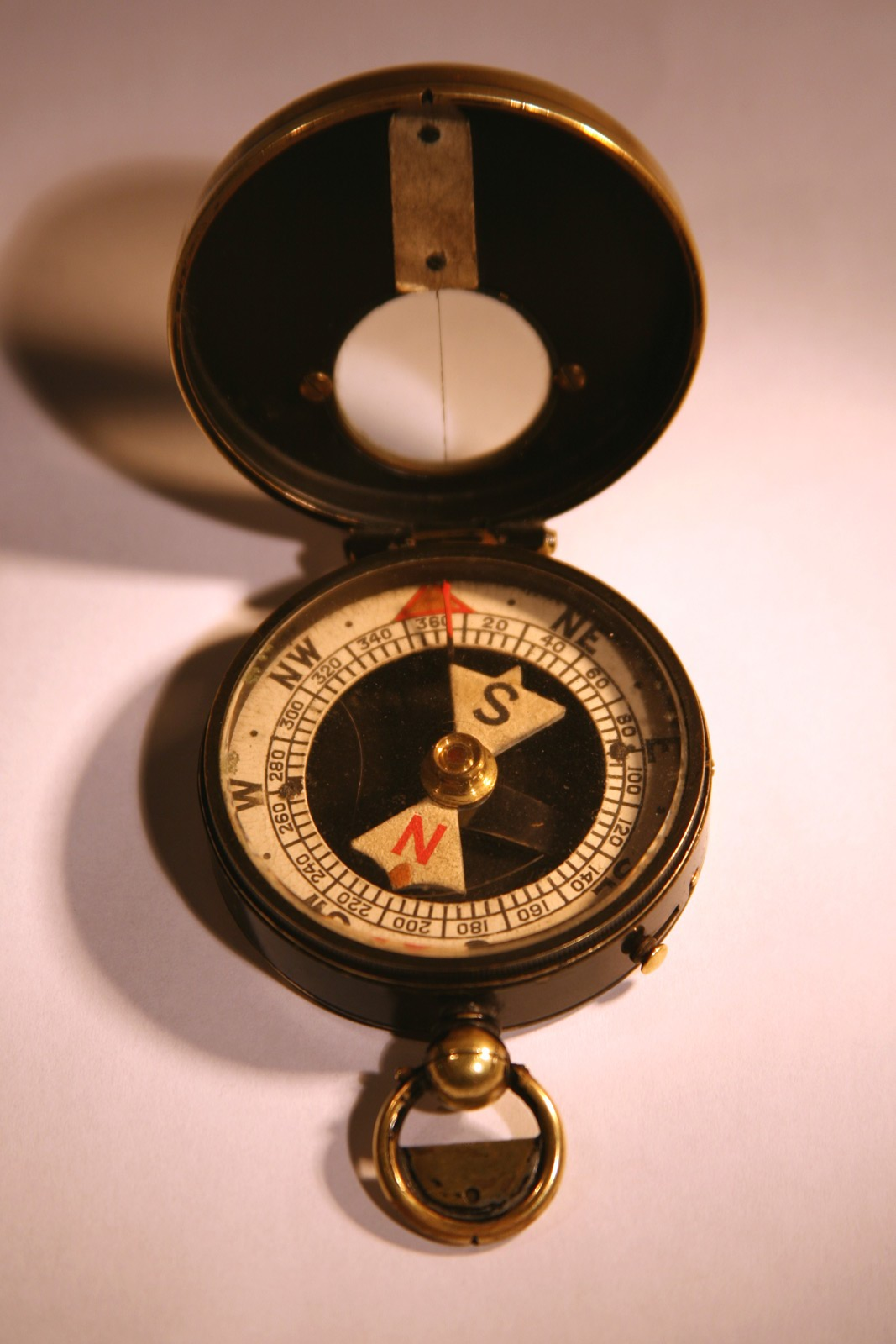
En kompass för militär användning från första världskriget.

En kompass (italienskan compasso, 'mäta' + 'steg'; 'cirkel' eller 'passare'. NB: kompass på italienska heter "bussola") är ett instrument som används för att bestämma rörelseriktning eller bäring till föremål på jordytan. Ett av dess vanligaste användningsområden är som navigationsinstrument, för andra områden se gruvkompass. Det finns magnetkompasser, gyrokompasser och elektroniska kompasser. Magneter kan brukade användas för navigering manuellt. 
De första kompasserna konstruerades i Kina (se Shen Kuo). I Europa finns upplysningar från slutet av 1100-talet om primitiva kompassanordningar (en bit magnetiskt järn på ett halmstrå i en vattenskål). Från mitten av 1300-talet finns beskrivningar av en kompass med en kompasskiva upphängd på ett stift och kring förra sekelskiftet fick den magnetiska kompassen den utformning den fortfarande har.

## Indelning

### Kardinalsystemet
Traditionellt användes systemet med fyra kardinalstreck för att ange kurser och bäringar: Nord, Ost, Syd och Väst. Mellan dessa fanns interkardinalstrecken NO (nordost), SO (sydost), SV (sydväst) och NV (nordväst). Ytterligare indelning ger NNO (nordnordost) ONO (ostnordost) och så vidare. Nästa nivå är NtO (nord till ost), NOtN (nordost till nord) och så vidare, vilket ger totalt 32 streck på ett varv, eller 11 1/4 grad per streck. Om ytterligare noggrannhet behövdes kunde halv- och kvartsstreck användas.
Kardinalsystemet är ursprungligen arvegods från vikingarnas system med Nordr, Ostr, Sudr och Vestr och däremellan Utnordr (NV), Landnordr (NO), Landsudr (SO) och Utsudr (SV). Det lever kvar i exempelvis meteorologisk rapportering, där man kan tala om sydvästlig vind – att vinden kommer från sydväst.

### Gradindelning
På alla moderna kompasser finns även gradindelning – ofta parallellt med reminiscenser av kardinalsystemet. Normalt är kompassen indelad i 360 grader. En del orienteringskompasser är indelade på andra sätt, såsom i 400 gon eller nygrader. Nygraderna är en kvarleva från ett försök att använda decimalsystemet på vinkelberäkningar (lantmäteriet och flyget var pådrivande, scouterna hängde på, och målet var bland annat enklare matematik genom att en rät vinkel blev 100° istället för 90°.
Militärer använder ofta ett system där ett varv delas in i ungefär 6000 streck. Indelning i hundratal sådana streck (60 för ett helt varv) är den vanliga på finska orienteringskompasser. Den svenska försvarsmaktens kompass var tidigare indelad i 6300 streck, men är nu anpassad till NATO:s 6400 streck, kallade mils (uttalas "mills"). Ett streck är ungefär en milliradian och motsvarar på en kilometers avstånd ungefär en meter, vilket till exempel underlättar om man vill leda in artillerield mot en fiende.

## Magnetiska kompasser
En magnetisk kompass består bland annat av en magnetisk nål (eller stavmagneter fästa vid en skiva) som orienterar sig efter jordens magnetfält och på en graderad skala anger riktningen eller kursen. Då jordens magnetfält går mellan nord- och sydpol är de magnetiska linjerna parallella med jordytan vid ekvatorn och vinkelräta vid polerna. Denna vinkel 0-90° benämns inklination. Inklinationen gör att en magnetkompass fungerar sämre och sämre ju närmre polerna den befinner sig för att helt sluta fungera på cirka xx° latitud beroende på att den komposant av magnetfältet som är riktad i nord-syd-riktning blir väldigt liten, men långt innan dess kan andra problem tillstöta, se balansering längre ner på sidan.
Rent fysikaliskt är den magnetiska pol som finns nära nordpolen en magnetisk sydpol, eftersom en magnetisk nordpol dras mot den. Av samma anledning finns i fysikalisk mening jordens magnetiska nordpol vid sydpolen. I dagligt tal menar man dock magnetpolen vid nordpolen om man säger "jordens magnetiska nordpol" och tvärtom.
Den magnetiska kompassen finns bland annat som orienteringskompass, vilken har en rörlig kompassnål som anger nord-syd-riktning. Dessutom finns syft- eller pejlkompasser, som visar bäringen till pejlade föremål, och styrkompasser på fartyg, båtar och flyg, där en rörlig graderad skiva visar kursen.

### Typer

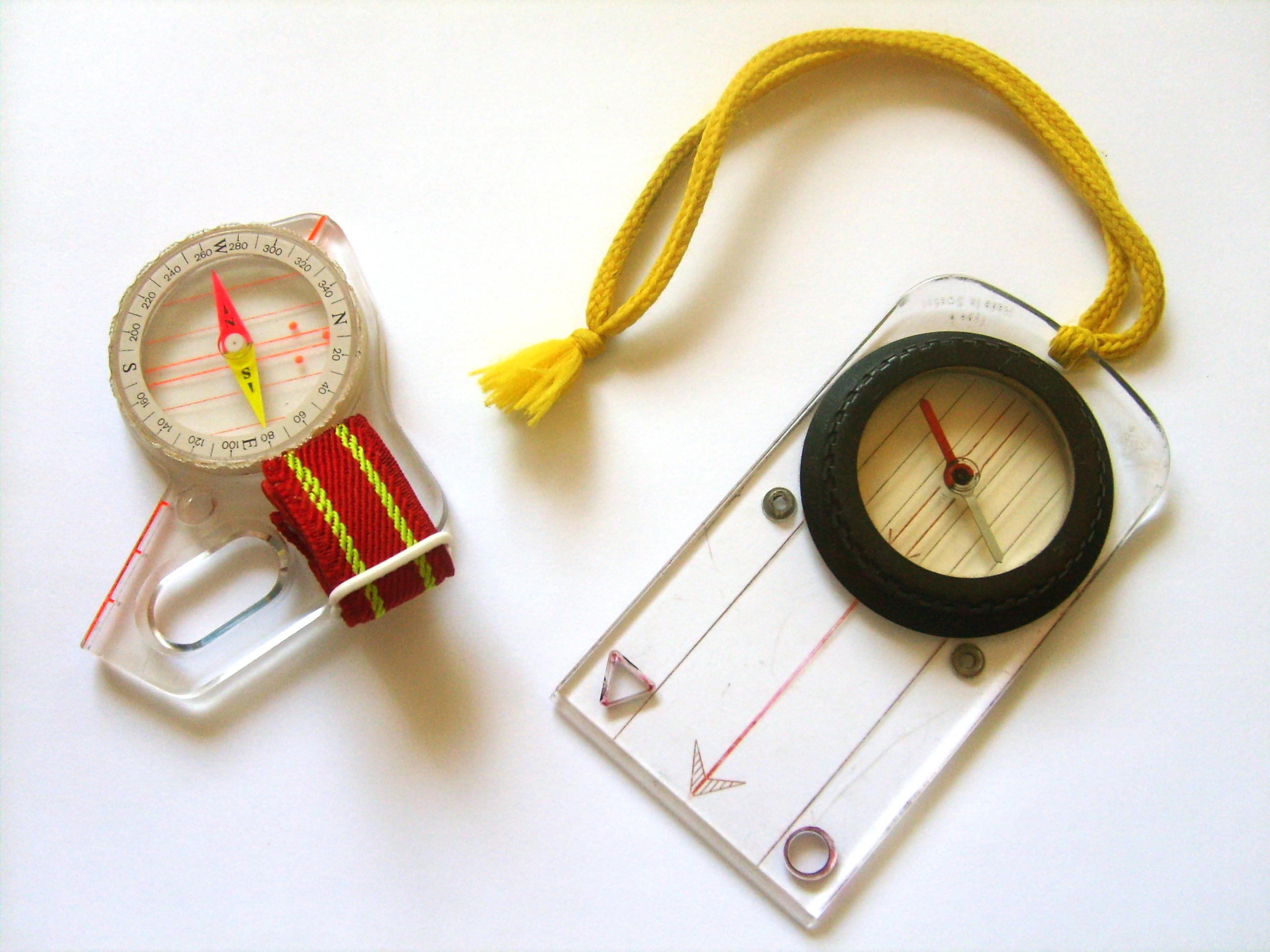
Orienteringskompasser. Tumkompass till vänster.

Huvudtyperna för kompassens riktningsvisare är nålkompass och roskompass. Nålkompassen har en relativt smal nål som pekar i riktning nord-syd och graderingarna och riktningsangivelserna sitter på kompasshusets kant. Roskompassen har istället en cirkelrund skiva, ofta kallad kompassros, som ställer in sig i nord-syd-riktning. På denna typ sitter graderingarna och riktningsangivelser på den runda skivan.
Moderna flyg- och marinkompasser är också en typ av roskompasser. På dessa har skivan dock gjorts tjockare (ibland till ett helt klot) och man avläser riktningen på skivans kant istället.

#### Orienteringskompassen
Orienteringskompassen består ofta av en klar plastskiva med en kurspil och ett vridbart kompasshus med en rörlig nål som visar nord-syd-riktning. Vid användning lägger man kompassens kurspil på kartan i den riktning man ska ta. Vrid sedan kompasshuset så att nordpil och streck i kompassens botten är parallella med kartans meridianer och kompasshusets N mot norr på kartan. Ta bort kompassen från kartan och centrera kompassnålen över kompasshusets nordmarkering, då visar kompassens kurspil riktningen till målet.
Det är en vanlig missuppfattning att man inte skall stå under en kraftledning när man använder en kompass, men nålen kan inte följa med i växelströmmens snabba ändring utan visar rätt riktning mot norr. I gruvområden kan det däremot bli felvisning.
Ett exempel på orienteringskompass är tumkompassen.

#### Syft- eller pejlkompassen
Pejlkompassen kan vara av olika slag. Den kan vara en orienteringskompass med en spegel som gör det möjligt att se både det pejlade föremålet och kompassnålen samtidigt, en specialkompass med ett sikthål eller siktskåra och en graderad skala som syns samtidigt med det pejlade föremålet eller en båtkompass med handtag och ett spegelprisma som visar gradtalet på kompasskivan. På fartyg är pejlkompassen ofta en lös pejlskiva monterad på den ordinarie fartygskompassen.[källa behövs]
Kompassen kan ha en låsanordning, så att man inte behöver avläsa gradtalet medan man pejlar. De pejlkompasser som används inom lantmäteritekniska mätningar, och som ofta är graderade i goner, kallas för bussol (efter det franska ordet för kompass, boussole).

#### Styrkompassen
Kompasser för fartyg, båtar, flygplan eller bilar har en graderad kompasskiva som direkt visar kursen. De är ofta kardanupphängda för att följa med i lutningar och vätskedämpade för att lätt kunna läsas av även i sjögång. Traditionellt är fartygskompasser indelade i kardinal- och interkardinalstreck (se nedan); numera finns även gradtalsindelning.
På större fartyg och i sammanhang är avläsningskompassen ofta placerad på en magnetiskt olämplig plats. Därför förekommer ofta system med en centralt placerad huvudkompassenhet med elektrisk överföring till en eller flera repeterkompasser (skvallerkompasser).

### Felvisning
Alla typer av kompasser har sina interna och externa fel som måste justeras, kompenseras eller tas hänsyn till vid navigering och vinkelmätningar. För magnetiska kompasser är dessa: kompassfel, missvisning och deviation.

#### Kompassfel
Kompassfel är de sammanlagda fel som uppstår genom bristande precision vid monteringen av magneter och gradindelningar samt friktion i upphängningen av nålen. På välgjorda kompasser är dessa försumbara för normal användning, men enkla kompasser kan ha stora inbyggda fel. Hit räknas också monteringsfel; om en fast kompass är monterad med styrstrecket en grad fel kommer alla mätningar att uppvisa detta fel. Detta fel benämns också för fast fel (systematiskt fel) eller A-fel i devieringssammanhang. Även de övriga monteringsfelen är systematiska fel, medan friktionen bidrar med ett slumpfel.

#### Missvisning
Missvisningen beror på att jordens magnetfält inte motsvarar de geografiska koordinatsystemet. Bland annat ligger den geografiska och den magnetiska nordpolen inte på samma ställe. Kompassen pekar alltså inte mot geografisk nord på de flesta platser på jorden. Magnetiska nordpolen (egentligen sydpolen men eftersom kompassnålens nordände ställer in sig mot jordmagnetiska sydpolen använder vi av praktiska skäl "fel" beteckning) ligger för närvarande i arktiska Kanada och flyttar sig mycket sakta västerut. Sverige ligger så till i förhållande till magnetiska polen att missvisningen är mycket liten, från någon grad plus vid västkusten till ett tiotal grader plus i Haparanda (positiv österut). På andra platser är missvisningen betydligt större, och de norra delarna av Grönland har till exempel 40 graders missvisning. Den lokala missvisningen och dess årliga ändring finns utsatt i en kompassros på varje sjökort.
Missvisning [m] anges i grader [°]; missvisningen kan vara positiv (ostlig) och negativ (västlig).
I navigationssammanhang används formeln: {\displaystyle K=K_{m}+m}, där {\displaystyle K}=rättvisande kurs och {\displaystyle K_{m}}=magnetisk kurs.

#### Deviation

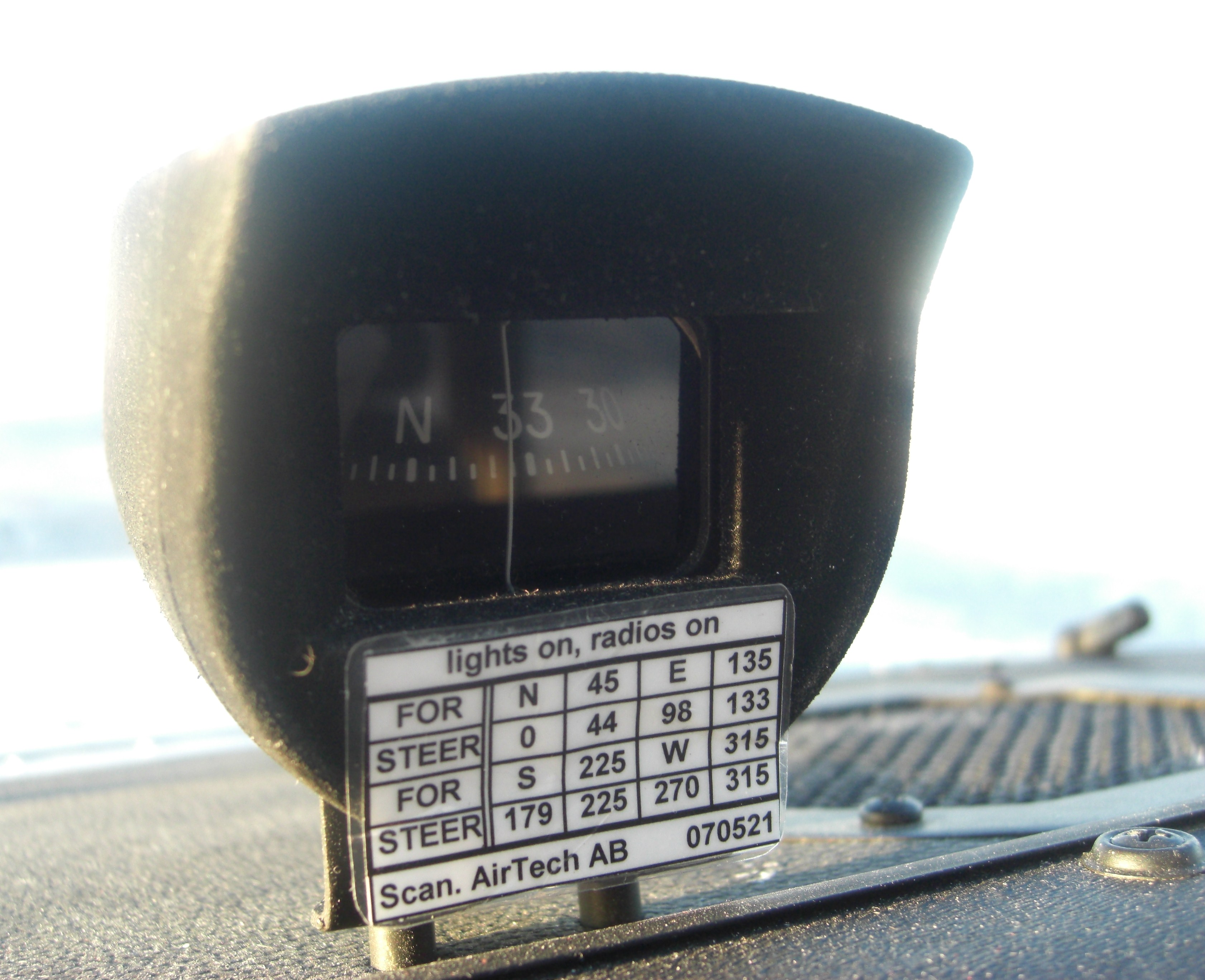
Deviationstabell på en flygplanskompass.

Deviation är ett samlingsbegrepp för de magnetiska störningarna som uppstår när magnetiska föremål och material ombord på fartyget liksom dessas interferens med det jordmagnetiska fältet påverkar kompassen. Sådana magnetiska föremål är till exempel järnskrov, skruvar, bultar, riggvajrar, antenner och elektriska apparater.
För större fartyg och båtar med järnskrov kompenserar man kompassen med hjälp av järnkulor som placeras så att de minimerar deviationen, varefter man upprättar en deviationstabell över hur de kvarvarande felen fördelar sig på olika kurser. Denna tabell används sedan för att korrigera avläsningar.
För mindre båtar, kanoter och kajaker är det oftast slarvigt placerade lösa föremål som orsakar felvisning: radioapparater, knivar, ficklampor, konservburkar och liknande. Det är inte heller ovanligt att kompassen är monterad nära betydande fasta störningskällor. Kontroll av deviationen rekommenderas för alla båtar med kompass.
Deviationen [d] anges i grader [°] och kan vara positiv (ostlig) eller negativ (västlig).
I navigationssammanhang används formeln: {\displaystyle K_{m}=K_{k}+d}, där {\displaystyle K_{m}}=magnetisk kurs och {\displaystyle K_{k}}=kompasskurs
De olika magnetiska störningar som ger upphov till den totala deviationen delas in i
- B=Permanent långskeppsmagnetism
- C=Permanent tvärskeppsmagnetism
- D=Symmetrisk flyktig magnetism
- E=Asymmetrisk flyktig magnetism

{\displaystyle d=A+B\,\sin(K_{k})+C\,\sin(K_{k})+D\,\sin(2K_{k})+E\,\cos(2K_{k})}, där {\displaystyle K_{k}}=Kompasskursen.
Det fasta så kallade A-felet eller kompassfelet beror egentligen inte på deviation av magnetiska störningar utan är en konstant orsakad av att kompassen inte är orienterad i fartygets långskeppslinje.
De permanenta felen B och C kan med hjälp av långskepps respektive tvärskepps orienterade mot magnetfältet kompenseras bort. Den symmetriskt och asymmetriskt flyktiga magnetismen D och E kompenseras av så kallade D-korrektörer (se bild). Denna kompensering eller justering utförs av en kompassjusterare.

#### Balansering
Jordens magnetfält är, som tidigare sagts i avsnittet om inklination, inte parallellt med jordytan mer än runt ekvatorn, ju längre norrut eller söderut desto mer av fältet kommer att vara riktat nedåt/uppåt. Det innebär för nålkompasser och platta roskompasser på norra halvklotet, att nålens/rosens magnetiska nordpol dras åt norr men också nedåt, medan nålens magnetiska sydpol dras åt söder men också uppåt. I extremfallet leder det till att nålens ändar/rosens ytterkant kan skrapa emot kompasshusets lock eller botten vilket i sin tur leder till felvisning då friktionen gör att fältet inte orkar dra nålen/rosen till rätt riktning. Därför balanseras kompassnålar med tanke på var på jorden de ska användas, på norra halvklotet bör sydänden vara tyngre än nordänden.
Man kan alltså inte vara säker på att en svensk nålkompass fungerar bra i Australien. För marin- och flygkompasser, vilka hålls parallella med jordytan av en tyngd och rör sig flytande i ett vätskebad eller infästa i en ledad mekanism, är detta inget problem eftersom gravitationen är mycket större än magnetkrafterna och därmed håller kompassen i stort sett parallell med jordytan.

## Gyrokompass
För att komma tillrätta med missvisning och deviation utvecklades gyrokompassen för större fartyg. Den bygger på att en fritt upphängd snabbt roterande axel (gyroskop) ställer in sig i en konstant vinkel i förhållande till jordaxeln. Därmed blir den helt oberoende av magnetiska fel. En gyrokompass måste däremot istället kompenseras för fartfel - en felvisning som beror på fartygets fart, kurs och latitud. Dessa variabler finns dock lätt tillgängliga i elektroniskt format ombord och de flesta moderna gyrokompasser kan med hjälp av denna information från ex. en GPS och fartlogg automatiskt korrigera för detta.
Normalt talar man om ett 3-axligt gyro, ett sådant gyro har en ganska lång uppstartstid där det svänger in mot nordpolen.
En enklare variant av gyro, så kallad rate-gyro, är 1-axligt och är till skillnad från det 3-axliga gyrot inte nordsökande. Detta gyro ger endast kursförändringar men till ett betydligt lägre pris. Genom att manuellt mata gyrot med aktuell kurs kan gyrot därefter med hjälp av kursförändningsinformationen visa aktuell kurs.

### Lasergyro
En relativt dyr och ovanlig kompasstyp som bygger på laserteknik. Man låter laserljus gå genom ett antal korslagda fiberslingor, och genom att mäta tidsdifferensen för de olika ljuspulserna kan kursen beräknas. Denna typ av kompass används främst på färjor och andra stora fartyg med mycket höga krav på kursnoggrannhet. Lasergyron återfinns sedan början av 1990-talet även i trafikflygplan.

## Elektroniska kompasser

### Fluxgate-kompass
En fluxgate-kompass består av två korslagda spolar som känner av jordens magnetfält. Kompassen är alltså egentligen en elektronisk magnetkompass och har samma fel och begränsningar som en vanlig magnetkompass. Vanligen finns dock elektronik inbyggd för att automatiskt kompensera för missvisning och deviation.
Genom att koppla en positionssensor till exempel GPS till kompassen kan missvisningen beräknas och kompenseras för. Genom ett antal rundsvängningar kan kompassen, genom att upprätta en egen deviationstabell, automatiskt kompensera efter denna.

### "GPS-kompass"
Numera finns också kompasser baserade på GPS. Dessa kan med hjälp av två eller fler GPS-mottagare som är placerade i given symmetri, för att avgöra nordriktningen och på så sätt också fartygets kurs.
En vanlig GPS kan inte ange ett fartygs kurs, men genom att plotta tidigare positioner beräkna den kurs över grund fartyget hållit under de senaste sekunderna.